# Seelenbeben
Seelenbeben ist das 15. Studioalbum der deutschen Schlagersängerin Andrea Berg. Es wurde am 8. April 2016 in Deutschland veröffentlicht. Es ist Bergs erstes Album, das sie mit ihrem eigenen Plattenlabel Bergrecords veröffentlichte.

## Entstehung
Wie auch die Vorgängeralben Schwerelos, Abenteuer und Atlantis wurde Seelenbeben von Dieter Bohlen produziert. Die Kompositionen stammen hauptsächlich von Bohlen, die Texte von Berg. Es sind aber auch Kompositionen von DJ BoBo, Achim Kleist, Patrizia Kleist, Julia von Webenau und Wolfgang von Webenau enthalten. 

## Rezeption
Laut.de verglich das Album mit einer „Mon Chéri-Werbung mit Paulo-Coelho-Klosprüchen“. Experimente gebe es keine, „stattdessen Schlager in Großbuchstaben mit blinkenden Schriftverschnörkelungen und Feuerwerk, Pauken und Trompeten. Man will ja die eigene Hörerschaft nicht verärgern.“ Schlagerportal.com schrieb: „Vom ersten Song an merkt der Zuhörer wie viel Leidenschaft und wie viele Gefühle die Powerfrau in „Seelenbeben“ hineinlegt.“ Produzent „Dieter Bohlen weiß einfach, was das Publikum hören will und hat das perfekte Gespür für Hits und Alben, die in den Charts ganz weit oben landen.“

## Titelliste
1. Lust auf pures Leben (Text: Andrea Berg / Musik: Dieter Bohlen) – 3:21
2. Ich werde lächeln, wenn du gehst (Text: Andrea Berg / Musik: Dieter Bohlen) – 3:26
3. Das hat die Welt noch nie geseh’n (Text: Andrea Berg / Musik: Dieter Bohlen) – 3:17
4. Sternenträumer (Text: Andrea Berg, René Baumann / Musik: René Baumann, Achim Kleist, Patrizia Kleist, Julia von Webenau und Wolfgang von Webenau) – 3:30
5. Seelenbeben (Text: Andrea Berg / Musik: Dieter Bohlen) – 3:52
6. Diese Nacht ist jede Sünde wert (Text: Andrea Berg / Musik: Dieter Bohlen) – 3:23
7. Du bist das Feuer (Text: Andrea Berg / Musik: Felix Gauder, Oli Nova) – 3:34
8. Drachenreiter (Text: Andrea Berg, René Baumann / Musik: René Baumann, Achim Kleist, Patrizia Kleist, Julia von Webenau und Wolfgang von Webenau) – 3:32
9. Solang’ die Erde sich dreht (Text: Andrea Berg, René Baumann / Musik: René Baumann, Achim Kleist, Patrizia Kleist, Julia von Webenau und Wolfgang von Webenau) – 3:24
10. Märchenschloss (Text: Andrea Berg / Musik: Dieter Bohlen) – 3:46
11. Schlaflose Nächte (Text: Andrea Berg / Musik: Dieter Bohlen) – 3:37
12. Es muss ja nicht für immer sein (Text: Andrea Berg / Musik: Dieter Bohlen) – 3:19
13. Lass mich in Flammen steh’n (Text: Andrea Berg / Musik: Dieter Bohlen) – 3:25
14. Wunderland (Text: Andrea Berg / Musik: Dieter Bohlen) – 4:05

## Kommerzieller Erfolg

### Chartplatzierungen
| ChartsChartplatzierungen | Höchstplatzierung | Wochen |
| ------------------------ | ----------------- | ------ |
| Deutschland (GfK)        | 1 (74 Wo.)        | 74     |
| Österreich (Ö3)          | 1 (60 Wo.)        | 60     |
| Schweiz (IFPI)           | 1 (54 Wo.)        | 54     |

| ChartsJahrescharts (2016) | Platzierung |
| ------------------------- | ----------- |
| Deutschland (GfK)         | 2           |
| Österreich (Ö3)           | 2           |
| Schweiz (IFPI)            | 8           |

| ChartsJahrescharts (2017) | Platzierung |
| ------------------------- | ----------- |
| Deutschland (GfK)         | 38          |

### Auszeichnungen für Musikverkäufe
| Land/Region        | Auszeichnungen für Musikverkäufe (Land/Region, Auszeichnung, Verkäufe) | Verkäufe |
| ------------------ | ---------------------------------------------------------------------- | -------- |
| Deutschland (BVMI) | 3× Platin                                                              | 600.000  |
| Österreich (IFPI)  | 2× Platin                                                              | 30.000   |
| Schweiz (IFPI)     | Gold                                                                   | 10.000   |
| Insgesamt          | 1× Gold · 5× Platin ·                                                  | 640.000  |